# Brewster (miasto w hrabstwie Barnstable)
Brewster – miasto w Stanach Zjednoczonych, w stanie Massachusetts, w hrabstwie Barnstable.